# Heterocladium subintegrum
Heterocladium subintegrum là một loài rêu trong họ Thuidiaceae. Loài này được Mitt. mô tả khoa học đầu tiên năm 1859.